# Revoluon
Revoluon (ISSN: 0166-6606) was een Nederlands wetenschappelijk, alternatief tijdschrift over "technologie, natuurwetenschappen en kapitaal" voor linkse natuurwetenschappers. Het werd uitgegeven door de Faculteit der Wiskunde en Natuurwetenschappen van de Katholieke Universiteit Nijmegen van 1974 tot 1987 en eenmalig in 1992. De naam van het tijdschrift was een persiflage op het Evoluon, het in 1966 door Philips opgezette technologiemuseum.

## Geschiedenis
Revoluon was een van de vele tijdschriften die in de jaren 1970 werden opgericht en die op kritische wijze tegen een bepaald vakgebied aankeken. Het was een kwartaalperiodiek dat soms ook onregelmatig uitkwam. Voorts verschenen er thema-nummers. Er stonden publicaties in over tal van onderwerpen die betrekking hadden op de relatie tussen natuurwetenschappen en maatschappij, zoals kernenergie, derde-wereldproblematiek, bewapening, farmaceutische industrie, milieubeleid en dergelijke.
Later werd de subtitel iets veranderd en werd het een wetenschappelijk tijdschrift omtrent natuurwetenschappen, techniek en maatschappij. In 1987 werd de 12e jaargang gepubliceerd.
In maart 1992 werd jaargang 13 nummer 4 uitgegeven, echter met als nieuwe titel: Impulsreeks no. 1. Dit was een monografie over milieubeleid. Verdere nummers van de Impulsreeks verschenen nimmer.